# Čap
Der Čap (auch Čáp, deutsch Tschap bzw. Czap) ist ein Felsgipfel in der Daubaer Schweiz in Tschechien.

## Lage und Umgebung
Der 386 m hohe Gipfel liegt fünf Kilometer nordwestlich von Dubá in Zátyní bei dem zu Tuhaň gehörigen Weiler Pavličky und wird von der Čapská palice (Tschapkeule), einem markanten keulenförmigen schiefen Sandsteinfelsen von 6 m Höhe gekrönt. Auf dem Gipfelplateau befand sich früher die Burg Čap, von der nur noch die drei Meter tiefe Zisterne und kleine Felsaushöhlungen erhalten sind.
Der Gipfel ist der südlichste Teil des Sandsteinfelsgebietes, das sich vom Vlhošť bis Tuhaň und Dubá erstreckt.

## Burggeschichte
Die erstmals 1391 bei der Erbteilung Heinrichs des Älteren Berka von Dubá auf Hauska genannte Burg ist vermutlich älter. Die ausschließlich hölzerne und geschrotete Anlage befand sich auf dem Felsplateau. Nach Heinrichs Tod wurde Tschap 1402 Sitz der Herrschaft seines Sohnes Wenzel, dem die Dörfer Tuhanec, Lhota, Deštná, Zakšín, Dobřeň und Vidim gehörten.
Seit dieser Zeit wurde die Burg nicht mehr erwähnt. Wenzel Berka von Dubá ist zu keiner Zeit auf die Burg gezogen, zumeist hat er in Zakšín gelebt, so dass die Burg wahrscheinlich schon im 15. Jahrhundert verfiel.
Im ersten Viertel des 15. Jahrhunderts gelangten die Dörfer der Herrschaft Tschap zu den Besitzungen des Prager Erzbistums auf der Helfenburg und wurden zum Ende des 16. Jahrhunderts an Johann von Wartenberg auf Burg Bezděz verkauft. Nach der wüsten Burg wurde der Lindengrund seither auch als Tschapgrund (Čapský důl) benannt.

## Aussicht
Der steil abstürzende Felskamm bietet eine weite Rundsicht von der Burg Altperstein und den Bezděz im Osten, zum Říp und Hazmburk im Südwesten, dem Milešovka und Sedlo im Westen bis hin zum Vlhošť und Ronov im Nordwesten.

## Wege zum Gipfel
- Der kürzeste Aufstieg ist von Pavličky durch das Čapský důl (Lindengraben)